# 4147 Lennon
Lennon (asteroide 4147) é um asteroide da cintura principal, a 2,1730842 UA. Possui uma excentricidade de 0,0798891 e um período orbital de 1 325,71 dias (3,63 anos).
Lennon tem uma velocidade orbital média de 19,38092704 km/s e uma inclinação de 5,73805º.
Este asteroide foi descoberto em 12 de janeiro de 1983 por Brian Skiff.